# Об управлении империей
Об управлении империей (наиболее употребительно лат. De administrando imperio, греч. Πρὸς τὸν ἴδιον υἱὸν Ρωμανόν — Моему сыну Роману) — историко-географический трактат Константина Багрянородного с описанием народностей и соседей Византийской империи, составленный между 948 и 952 годами в наставление наследнику Константина — Роману II. Как отмечает Г. Г. Литаврин:

Трудно назвать среди византийских письменных памятников раннего Средневековья какой-либо другой труд, который отличался бы столь же широким авторским замыслом, таким же обилием сюжетов, разнообразием жанров.— Г. Г. Литаврин — Константин Багрянородный. Об управлении империей
Текст сохранился в трёх рукописях, две из которых находятся в Париже, а третья — в Ватиканской библиотеке. Трактат написан в доверительной манере, он не предназначался для опубликования и остался неизвестен современникам. В авторском тексте заглавие отсутствует. Йоханнес Меурзий осуществил первое печатное издание трактата в 1611 году, под названием «De administrando imperio», которое и стало впоследствии общепринятым.
Это бесценный источник по истории Руси, армян, грузин, печенегов, венгров (названы в тексте «турками»), хазар и ряда других народов. В труде проводится мысль о том, что все иноплеменники обязаны безропотно покоряться богоизбранному народу ромеев:

Империя, в его представлении, — «мировой корабль», император — неограниченный повелитель, наделенный высшими добродетелями («Христос среди апостолов»), Константинополь — «царица городов и всего мира».— Г. Г. Литаврин — Константин Багрянородный. Об управлении империей
Сведения о русских землях, которые приводит Константин, очевидно, почерпнуты из рассказа купца-варяга, путешествовавшего по Днепру. Многие из этих сведений уникальны: передано другое название Киева (Киоав или Киов по Константину) как Самватас, сообщается о княжении юного Святослава Игоревича в Новгороде, даётся описание полюдья. Это первый письменный источник, в котором упомянуты Чернигов и Смоленск. Трактат — единственный западный источник, где раздельно описываются народ русь (Ρως) и их пактиоты (данники) — восточные племена славян.
В российской историографии большая дискуссия развернулась относительно приводимого автором перечня названий днепровских порогов одновременно на языках русов (варягов) и славян (см. норманская теория).

## Содержание

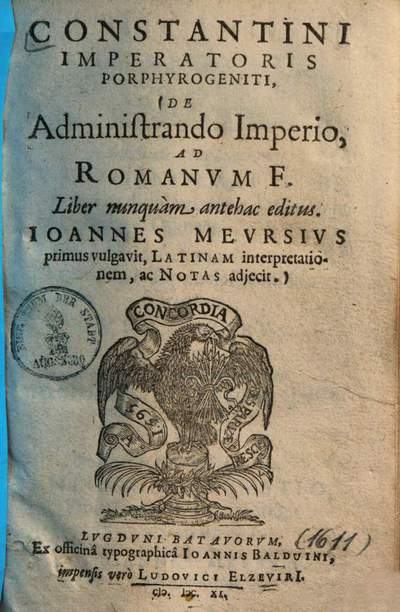
Титульный лист печатного издания 1559 года

Трактат состоит из 53 глав. Первые восемь глав (а также гл. 37) посвящены описанию союзников Византии пачинакитов (страна: греч. Πατζινάκια, Печенеги). Пацинаки локализованы прилегающими к византийскому Херсону территориями в низовьях Днепра (греч. Δάναπρι) и Днестра (греч. Δάναστρι). Константин сообщает, что изначально пацинаки жили на берегах реки Атил, однако за полвека до описываемых событий были изгнаны со своих мест хазарами. Пацинакия делится на 8 фем, половина которых расположена на западном берегу Днепра, половина на восточном (гл. 37).
К северу от Пацинакии и выше по Днепру расположена Россия (гл. 2, 4, 6, 9 — причём он впервые использует слово Россия: греч. Ρωσία), архонтом которой является «Сфендослав» (греч. Σφενδοσλαβος, гл.9), сын Игоря (греч. Ίγγωρ). Описаны славяне (греч. Σκλάβοι) как данники русов и русские города: Немогард (греч. Νεμογαρδ, Новгород), Милиниски (греч. Μιλινίσκα, Смоленск), Телиуци (греч. Τελιούτζ, Любеч?), Вусегарад (греч. Βουσεγράδ, Вышгород), Чернигога (греч. Τζερνιγώγα, Чернигов), Киоава (греч. Κιοάβα, Киев). Подробно описываются днепровские пороги, причём названия даются как «по-русски», так и «по-славянски».
Также описываются соседние с «пацинаками» народы: Булгария (греч. Βουλγάρια, гл. 5), Романия (греч. Ρομάνια: собственно, Византийская империя, гл.9), Зихия (греч. Ζιχία, гл. 6), Алания (греч. Αλανία, гл. 10,11) и Хазария (греч. Χαζάρια, гл. 6,10,12).
Венгрия известна как страна «турок» (греч. Τούρκοι), с которой граничит Франгия (греч. Φραγγια: империя Карла Великого), Моравия (греч. Μοραβία), Пацинакия и Хорватия (гл.13).
Часть книги описывает историю арабов (гл. 14—22). Также Константин пишет о странах европейского Средиземноморья: об Испании (гл. 23—24) и Италии (гл. 26—27). Про Далмацию (страна от Адриатики до Дуная) он пишет как про римскую фему, которую заселили славяне-хорваты (гл. 29—36). Также упомянута Сербия как страна между Хорватией и Болгарией (гл. 30). Отдельное внимание византийский автор уделяет истории Кавказа (гл. 42—46).